# Campeonato Quirguiz de Futebol de 2015
O Campeonato Quirguiz de Futebol de 2015, também chamado de Top Liga foi a temporada do corrente ano da competição de nível nacional da primeira divisão de futebol do Quirguistão.[carece de fontes?] O campeonato ocorre de forma independente desde 1992, organizado a partir de então pela FFKR.

## Equipes Participantes
| Cidade  | Clube      |
| ------- | ---------- |
| Ala-Too | FK Ala-Too |
| Bishkek | FK Alga    |
| Bishkek | FK Dordoi  |
| Bishkek | KG United  |
| Kant    | Abdish-Ata |
| Osh     | Alay       |

## Classificação Final[6]
| Classificação | Clube      | Cidade  |
| ------------- | ---------- | ------- |
| 1º            | FK Alay    | Osh     |
| 2º            | FK Dordoi  | Bishkek |
| 3º            | Abdish-Ata | Kant    |
| 4º            | FK Alga    | Bishkek |
| 5º            | FK Ala-Too | Ala-Too |
| 6º            | KG United  | Bishkek |